# Wolfgang Wulf

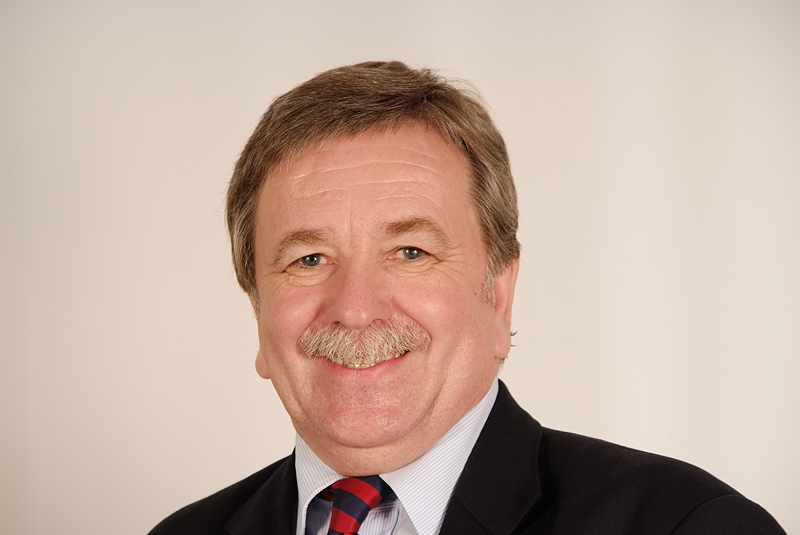
Wolfgang Wulf (2009)

Wolfgang Wulf (* 12. August 1951 in Oldenburg (Oldenburg)) ist ein deutscher Politiker (SPD). Er war von 1994 bis 2013 Mitglied des Niedersächsischen Landtages. 

## Leben
Wolfgang Wulf entstammt einer Arbeiterfamilie aus Oldenburg und studierte nach dem Abitur an der Carl von Ossietzky Universität Oldenburg von 1971 an das Lehramt an Grund- und Hauptschulen. 1979 absolvierte er an der Schule Börgermoor im Emsland (Niedersachsen) dafür die zweite Staatsprüfung. Danach war er in den 80er Jahren u. a. als freiberuflicher Dozent in der Erwachsenenbildung, als hauptberuflicher Pädagoge an der Volkshochschule Oldenburg und als wissenschaftlicher Mitarbeiter an der Universität Oldenburg tätig. 1989 erwarb er den akademischen Grad Diplom-Pädagoge und leitete dann von 1990 bis 1993 die Geschäftsstelle Halle (Saale) in Sachsen-Anhalt für die Bildungsvereinigung Arbeit und Leben – Studieneinrichtung des DGB. Von 1994 bis 2013 gehörte Wulf als Abgeordneter dem Niedersächsischen Landtag an. Seitdem ist er als Pensionär in sozialen und kulturellen Bereichen ehrenamtlich tätig. 

## Politischer Werdegang
Wolfgang Wulf trat 1968 im Alter von 16 Jahren in die SPD ein. Er war von 1968 bis 1971 bei den Jungen Europäischen Föderalisten (JEF), der Jugendorganisation der überparteilichen Europa-Union, stellvertretender Landesvorsitzender Niedersachsens und Mitglied des Bundesausschusses. Außerdem war er in jener Zeit auch Mitglied des Oldenburger Kreisvorstands der Europa-Union.
Während seines Studiums von 1971 an war Wulf Mitglied des linkssozialdemokratischen Sozialistischen Hochschulbundes (SHB), dessen stellvertretender Bundesvorsitzender er von 1973 bis 1975 war. Von 1976 bis 1977 war er Sprecher des Allgemeinen Studentenausschusses (AStA) an der Oldenburger Universität und studentisches Mitglied des akademischen Senats.
Von 1977 bis 1981 war Wolfgang Wulf Mitglied des Bezirksvorstandes Weser-Ems der Jungsozialisten in der SPD und vertrat den Juso-Bezirk zeitweise im Bundesausschuss der Jusos. Von 1978 hat er in der Oldenburger SPD verschiedene Funktionen in Ortsvereinsvorständen wahrgenommen. Von 1984 an war er Mitglied im Unterbezirksvorstand der Oldenburger SPD. Von 1994 bis 2001 hatte er dort die Funktion des stellvertretenden Vorsitzenden inne. Von 2001 bis 2009 war Wulf schließlich Vorsitzender der SPD in der Stadt Oldenburg. Zudem war er von 2003 bis 2005 Mitglied im Landesvorstand der SPD Niedersachsen und von 2005 bis 2008 deren bildungspolitischer Sprecher; in dieser Funktion war er kooptiertes Mitglied des SPD-Landesvorstands.
Wolfgang Wulf gehörte von 1994 bis 2013 dem Niedersächsischen Landtag an. Er war die ganze Zeit Mitglied des Ausschusses für Wissenschaft und Kultur, dessen Vorsitzender er auch von 2008 bis 2013 war. Außerdem war er drei Legislaturperioden lang Mitglied des Kultusausschusses und zeitweise auch Mitglied des Präsidiums des Landtags. Von 2008 bis 2013 gehörte er auch dem Ausschuss für Bundes- und Europaangelegenheiten und Medien an. Von 1998 bis 2013 war Wulf erwachsenenbildungspolitischer Sprecher der niedersächsischen SPD-Landtagsfraktion und zudem von 2001 bis 2003 deren schulpolitischer Sprecher. Bei der Landtagswahl 2013 trat er nicht wieder an.

## Ehrenamtliche Funktionen
Wolfgang Wulf ist u. a. Mitglied der GEW und der Arbeiterwohlfahrt (Awo). Bei der AWo ist er seit 2003 Mitglied im Bezirksvorstand Weser-Ems und nunmehr stellvertretender Vorsitzender des Präsidiums im AWo-Bezirk Weser-Ems. Er ist darüber hinaus für die niedersächsischen Bürgersender Mitglied in der Vollversammlung der Niedersächsischen Landesmedienanstalt (NLM). Beim Oldenburger Lokalsender Oeins moderiert er seit 2016 die Fernsehsendung LokalLesung, in der er regionale Autorinnen und Autoren vorstellt. Außerdem ist er Mitglied des Beirates im Förderverein Horst-Janssen-Museum Oldenburg, stellvertretender Vorsitzender des Fördervereins für das Jobpatenprojekt Oldenburg und Vorsitzender des Beirates der Bibliotheksgesellschaft Oldenburg.